# BRMS
BRMS (англ. Business Rule Management System — система управления бизнес-правилами) — информационная система, используемая для ведения, поддержки и исполнения бизнес-правил компании.
Системы управления бизнес-правилами состоят из сервера исполнения бизнес правил и инструмента ведения правил (репозитория), предоставляющего бизнес-пользователям удобный и функциональный интерфейс для хранения, создания и изменения бизнес логики. Также могут присутствовать компоненты тестирования и анализа правил.
Ключевым аспектом подобных систем является ориентация на функциональных пользователей, а не на программистов.
Основные преимущества систем управления бизнес-правилами:
- снижается зависимость от программистов для внесения изменений в работу информационных систем
- увеличивается контроль реализованной бизнес-логики, повышается аудируемость и качество управления бизнесом

Большинство систем управления бизнес-правилами произошло из серверов исполнения бизнес-правил, предоставляя ориентированные на бизнес-пользователей решения управления жизненным циклом разработки с декларативным описанием правил, исполняемых в собственных серверах исполнения бизнес-правил.
Другие системы управления бизнес правилами выросли из средств описания правил (например, осуществляя отображение деревьев решений или графов на исполняемый код). Правила в репозитории объединяются в сервисы принятия решений, поддерживающие многие концепции современной информационной архитектуры, такие как SOA и веб-сервисы

## Похожие концепции
Содержание правил отображается на информационные системы, непосредственно влияя на исполнение процесса. Поэтому концепцию управления бизнес-правилами можно отнести к модельно-ориентированной разработке.

## Стандарты
Пока нет единого стандарта на формат бизнес-правил, однако разработан целый ряд сопутствующих стандартов:
- OMG BMM Business Motivation Model (применение стратегии, процессов и правил в бизнес-моделирования)
- OMG SBVR Semantics of Business Vocabulary and Rules (нацелен на бизнес-ограничения как препятствие автоматизации бизнес-логики)
- OMG PRR Production Rule Representation (представление правил для продукционных систем, призванных исполнять правила)
- W3C RIF Rule Interchange Format (семейство языков бизнес-правил для межсистемного взаимодействия)

## Продукты
- ILOG JRules
- JBoss Drools
- Oracle Policy Automation